# Stéphane Rossetto
Stéphane Rossetto (Melun, 6 de abril en 1987) es un ciclista francés que fue profesional durante once años entre 2010 y 2022.

## Biografía
Stéphane Rossetto comenzó en el ciclismo en 2001. En 2006 se unió al conjunto US Créteil, y después en 2007 con el CC Nogent-sur-Oise. En 2009 ganó el Tour de Gironde, carrera por etapas perteneciente al UCI Europe Tour.
En 2010, Stéphane Rossetto se convirtió en profesional de la mano del conjunto Vacansoleil gracias a la recomendación de Brice y Romain Feillu, antiguos miembros del CC Nogent-sur-Oise y también fichados ese mismo año por este equipo.
Al término de la temporada 2010 se recalificó otra vez como amateur en el conjunto CC Nogent-sur-Oise. En 2012 ganó el campeonato de  Picardie y el Tour de Saboya.
En 2013 volvió al profesionalismo al recalar en las filas del equipo continental francés BigMat-Auber 93 donde ganó su primera victoria como profesional al imponerse en la última etapa del Tour de Limousin en solitario, tras un ataque en el último kilómetro.

## Palmarés
2009 (como amateur)
- Tour de Gironde

2012 (como amateur)
- 1 etapa del Circuito de las Ardenas
- Tour de Saboya, más 1 etapa

2013
- 1 etapa del Tour de Limousin

2014
- Boucles de la Mayenne

2015
- 2.º en el Campeonato de Francia Contrarreloj

2018
- 1 etapa del Tour de Yorkshire

2019
- 2.º en el Campeonato de Francia Contrarreloj

## Resultados en Grandes Vueltas
| Carrera | Carrera         | 2010 | 2011 | 2012 | 2013 | 2014 | 2015 | 2016 | 2017 | 2018 | 2019  | 2020 | 2021 | 2022 |
| ------- | --------------- | ---- | ---- | ---- | ---- | ---- | ---- | ---- | ---- | ---- | ----- | ---- | ---- | ---- |
|         | Giro de Italia  | —    | —    | —    | —    | —    | —    | —    | —    | —    | —     | 63.º | —    | —    |
|         | Tour de Francia | —    | —    | —    | —    | —    | —    | —    | —    | —    | 100.º | —    | —    | —    |
|         | Vuelta a España | —    | —    | —    | —    | —    | Ab.  | 61.º | 54.º | 54.º | 127.º | —    | —    | —    |

—: no participa

Ab.: abandono